# Odontoglossum aspidorhinum
Odontoglossum aspidorhinum là một loài thực vật có hoa trong họ Lan. Loài này được F.Lehm. mô tả khoa học đầu tiên năm 1895.